# Guénin
Guénin (bret. Gwennin) – miejscowość i gmina we Francji, w regionie Bretania, w departamencie Morbihan.
Według danych na rok 1990 gminę zamieszkiwało 1239 osób, a gęstość zaludnienia wynosiła 43 osoby/km² (wśród 1269 gmin Bretanii Guénin plasuje się na 494. miejscu pod względem liczby ludności, natomiast pod względem powierzchni na miejscu 300.).